# Pontassieve
Pontassieve est une commune italienne de la ville métropolitaine de Florence, dans la région Toscane.

## Administration
| Période                                  | Période | Identité | Étiquette | Qualité |
| ---------------------------------------- | ------- | -------- | --------- | ------- |
|                                          |         |          |           |         |
| Les données manquantes sont à compléter. |         |          |           |         |

## Frazioni
Acone, Colognole, Doccia, Le Falle, Le Sieci, Fornello, Lubaco, Madonna del Sasso, Molino del Piano, Montebonello, Monteloro, Monterifrassine, Petroio, Podere Prato, San Martino, San Martino a Quona, Santa Brigida

### Communes limitrophes
Bagno a Ripoli, Borgo San Lorenzo, Dicomano, Fiesole, Pelago, Rignano sull'Arno, Rufina, Vicchio

### Personnalités liées à Pontassieve
- Lapo Saltarelli

### Lieux d'intérêt
- Le château de Trebbio

## Économie
La ville abrite une cimenterie du groupe Italcementi.

## Jumelages
Saint-Genis-Laval (France)